# Koldino
Koldino (en rus: Кольдино) és un poble de l'óblast de Vladímir, a Rússia, segons el cens del 2010 tenia 63 habitants. Pertany al districte municipal de Múrom.